# Volo Aeroflot 3519
Il volo Aeroflot 3519 era un volo di linea operato con un  Tupolev Tu-154B-2 dall'aeroporto di Krasnojarsk-Emel'janovo all'aeroporto di Irkutsk il 23 dicembre 1984. Pochi istanti dopo il decollo il motore numero 3 prese fuoco, l'aeromobile si schiantò durante il tentativo di eseguire un atterraggio d'emergenza. Le vittime furono 110, un solo superstite. L'aeromobile venne distrutto nell'incidente.
L'incidente è classificato come il nono peggiore incidente aereo nella storia della Russia ed è uno dei più gravi che vede coinvolto un Tupolev 154.

## Dettagli dell'incidente
Il 23 dicembre 1984, alle 2:08 ore locali, il volo decollò dall'aeroporto di Krasnojarsk diretto verso l'aeroporto di Irkutsk, distante circa 880 km. Le condizioni meteo erano buone. Dopo il decollo l'aeromobile virò e salì ad una quota di 4900 piedi (1500 m). Venne autorizzato ad una quota di 18700 piedi (5700 m). Due minuti dopo il decollo, ad una velocità di 480 km/h ad un'altezza di 6690 piedi (2040 m), il motore numero 3 subì un'avaria e prese fuoco a causa di un problema di produzione del compressore. L'ingegnere di volo per errore spense il motore numero 2 accorgendosi solo 10 secondi dopo dell'errore commesso cercando di riaccenderlo. L'equipaggio iniziò a virare per prepararsi per un atterraggio d'emergenza nel mentre il motore numero 3 venne spento ma prese fuoco. All'improvviso il motore 2 si riaccese ed entrò in pieno regime (potenza massima) senza che l'equipaggio potesse far nulla per riportarlo ad una condizione normale. L'equipaggio fu in grado di spegnere il motore 2 ma la valvola del carburante rimase aperta. L'incendio creatosi sul motore 3 si espanse e raggiunse l'APU per poi raggiungere il motore 2. L'incendio causò danni seri ai sistemi elettrici causando un'avaria al sistema idraulico.
Quando il velivolo passò sull'outer marker della pista dell'aeroporto di Krasnojarsk aveva una velocità di 420 km/h ed un'altezza di 574 piedi (175 m) con un rateo di discesa di 33 ft/s (10 m/s). A causa del fuoco l'aereo rimase con un solo motore, si inclinò a destra e si schiantò sulla pista alle 02:15 (locali) con un angolo di bank pari a 50°. Il tempo che trascorse tra l'accensione del fuoco e l'impatto fu di 4 minuti e 30 secondi. L'unico sopravvissuto fu un ragazzo di 27 anni che rimase severamente ferito. Le restanti 103 persone a bordo vennero uccise. L'aeromobile fu distrutto nell'impatto.

## Dati tecnici e statistiche
La rotta venne inaugurata nel 1979.
La visibilità al momento del decollo era buona (più di 3,5 km) con nubi sparse ed una temperatura di -18 °C. Le condizioni meteo non ebbero effetto sull'incidente.
Delle 104 persone a bordo, cinque erano bambini. Vi erano sette membri dell'equipaggio. Non ci furono vittime esterne all'aeromobile.